# Partit Socialista dels Treballadors
|  | Aquest article tracta sobre l'organització d'àmbit de l'Estat espanyol. Vegeu-ne altres significats a «Partit Socialista dels Treballadors (Luxemburg)». |

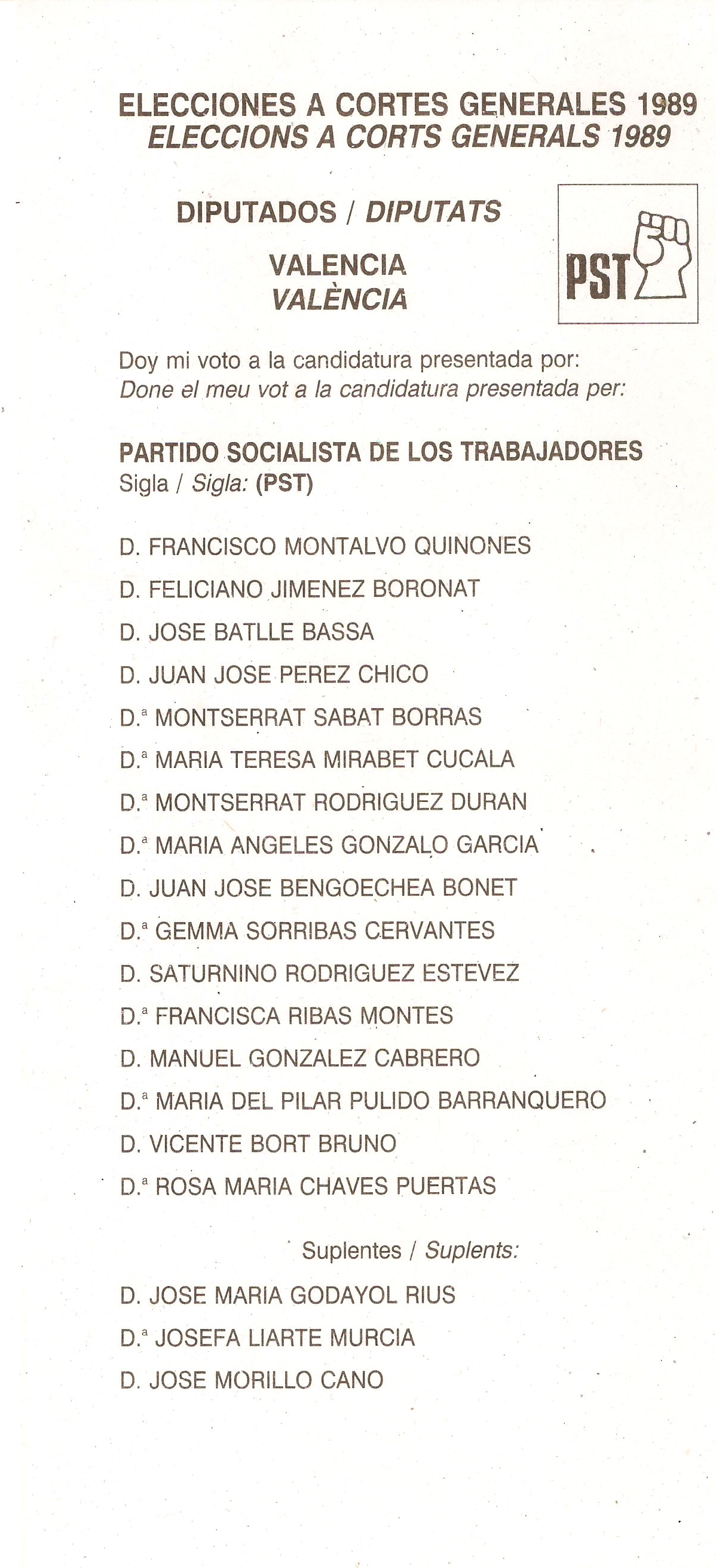
Papereta electoral per València del partit l'any 1989.

El Partit Socialista dels Treballadors (PST) (en castellà: Partido Socialista de los Trabajadores) és un partit polític comunista espanyol format el 1979 de la unió de militants de la Lliga Socialista Revolucionària (LSR) i de la Lliga Comunista Revolucionària (LCR), de caràcter trotskista i seguidors de Nahuel Moreno. El seu cap fou Doroteo Navarro i des del 1985 és la secció espanyola de la Lliga Internacional dels Treballadors-Quarta Internacional.

## Història
Es donà a conèixer en gener de 1981 amb una campanya a nivell estatal demanant la reobertura del sumari per l'assassinat de Yolanda González. També va fer una campanya activa per votar NO en el referèndum per l'entrada d'Espanya a l'OTAN.
Es va presentar a algunes eleccions en coalició amb el PORE, però malgrat ser un dels partits de l'extrema esquerra espanyola que ha obtingut millors resultats electorals sempre ha estat extraparlamentari. El 1993 es va dividir en dos sectors: PST(La Verdad Socialista), que el 1994 es fusionaria amb GPOR per a crear el Partido Revolucionario de los Trabajadores (PRT), integrat el 1998 a Izquierda Unida, i PST (Contra Corriente).

## Resultats electorals del PST

### Eleccions generals[3]
- Eleccions generals espanyoles de 1982 = 103.133 vots (0,49%)
- Eleccions generals espanyoles de 1986 = 77.914 vots (0,39%)
- Eleccions generals espanyoles de 1989 = 81.218 vots (0,40%)
- Eleccions generals espanyoles de 1993 = 38.068 vots (0,13%)

### Eleccions autonòmiques[4]
- Eleccions al Parlament Basc de 1980 = 2.099 vots (0,23%)
- Eleccions al Parlament Basc de 1984 = 2.173 vots (0,20%)
- Eleccions al Parlament de Galícia de 1981 = 15.686 vots 	(1,81%)
- Eleccions al Parlament de Galícia de 1985 = 9.362 vots (0,74%)
- Eleccions al Parlament de Galícia de 1989 = 3.724 vots (0,28%)
- Eleccions al Parlament d'Andalusia de 1982 = 14.460 vots (0,5%)
- Eleccions al Parlament de Catalunya de 1984 = 5.381 vots (0,19%)
- Eleccions al Parlament de Catalunya de 1988 = 5.794 vots (0,21%)
- Eleccions a Corts d'Aragó de 1991 = 2.461 vots